# Annopol (stad)
Annopol is een stad in het Poolse woiwodschap Lublin, gelegen in de powiat Kraśnicki. De oppervlakte bedraagt 7,75 km², het inwonertal 2679 (2005).
De stad valt onder gemeente Annopol.